# Jafet, der søger sig en Fader, I-IV
Jafet, der søger sig en Fader, I-IV er en dansk stumfilm i fire dele fra 1922, der er instrueret af Emanuel Gregers efter manuskript af Valdemar Andersen. De file dele er Vaisenhusdrengen (I), Værtshuset ved Mount Castle (II), Kapergasten (III) og Maalet naaet (IV). Filmen er baseret på Frederick Marryats to romaner Mr Midshipman Easy (1836) og Japhet, in Search of a Father (1836).

## Handling
Denne artikel mangler et handlingsreferat. Hjælp os med at skrive det.

## Medvirkende
- Carlo Wieth - Jafet Newland
- Elisabeth Jacobsen - Fleta, et stjålet barn
- Rasmus Christiansen - Tim, Jafets ven
- Harry Komdrup - Jan, zigøjner
- Peter Nielsen - Melchior, zigøjnerhøvding
- Carl Lauritzen - Lord Windermear
- Karen Lund - Nattê, zigøjnerhøvding
- Bertel Krause - Tom Robbins, skipper
- Gerhard Jessen - Den fremmede
- Hans Egede Budtz - Major Carbonnell
- Ebba Buch
- Knud Rassow
- Karen Winther
- Ingeborg Spangsfeldt
- Nora Green
- Aage Schmidt
- Viggo Lindstrøm
- Frederik Jacobsen
- Johannes Ring
- Svend Melsing
- Kai Lind
- Viggo Wiehe
- Aage Bendixen